# Oxychilus camelinus
Oxychilus camelinus е вид коремоного от семейство Oxychilidae.